# Мирко Мандић
Мирко Мандић (Гашница, Босанска Градишка 24. март 1912 – Београд, 2. децембар 2002) био је генерал-мајор ЈНА.

## Биографија
Завршио је основну школу (1939), малу матуру у ЈНА (1947), Пјешадијску официрску школу у Сарајеву (1947), а у Београду Вишу војну академију копнене војске (1954) и Ратну школу (1968). Активну службу у ЈНА започео је 1945, у чину потпоручника. Службовао је у гарнизонима: Мостар, Горажде, Бихаћ, Сарајево, Тузла, Београд, на дужностима: командир чете, старјешина наставне групе у Пјешадијском школском центру (ПШЦ), наставник на катедри тактике у ПШЦ, начелник штаба 17. пјешадијске дивизије, командант групе за развој дивизије, наставник на катедри тактике у Центру високих војних школа у Београду, виши инспектор у Главној инспекцији народне одбране, помоћник главног инспектора Оружаних снага СФРЈ. У чин генерал-мајора унапријеђен је 22. децембра 1986. Активна војна служба престала му је 31. децембра 1987.

## Одликовања
Одликован је у ЈНА:
- Орденом за храброст (1945),
- Орденом заслуга за народ са сребрним зрацима (1947),
- Орденом за војне заслуге са великом звијездом (1948),
- Орденом братства и јединства са сребрним вијенцем (1949),
- Орденом за војне заслуге са сребрним мачевима (1955),
- Орденом народне армије са сребрном звијездом (1965),
- Орденом народне армије са златном звијездом (1978),
- Орденом рада са црвеном заставом (1983),
- Орденом народне армије са ловоровим вијенцем (1987).